# Toltén
Toltén este o comună din provincia Cautín, regiunea La Araucanía, Chile, cu o populație de 10.291 locuitori (2012) și o suprafață de 860,4 km2.